# 장야뤄
장야뤄(章亞若(장아약), 1913년 7월 8일 ~ 1942년 8월 16일)는 중화민국 여성이며 장제스(蔣介石) 前 중화민국 총통 장남 장징궈(蔣經國) 前 중화민국 총통의 중국국민당 실무실 실장 시절 간호비서(看護秘書)이자 내연녀였던 인물이다.

## 생애

### 일생
장야뤄는 중화민국 장시성 난창(지금의 중화인민공화국 장시성 난창)에서 출생하여 지난날 한때 중화민국 저장성 항저우(지금의 중화인민공화국 저장성 항저우)에서 잠시 유아기를 보낸 적이 있었다. 1926년 여자중학교를 중퇴하고 난창(南昌)에서 5년 연상의 탕잉강(唐英剛)과 결혼하여 첫째아들 탕위안보(唐遠波)와 둘째아들 탕위안후이(唐遠輝)를 낳았으나 부군이 자살함으로 인하여 20대 초반에 부군과 사별을 하였다. 이후 난창서양의원(南昌西洋醫院)의 간호원을 지내다가 그만두고 1940년 장징궈(蔣經國)의 간호비서(看護秘書)로 고용되었다. 끝내 유부남 신분이었던 장징궈(蔣經國)와 내연 관계를 맺고 1941년 3월 2일 중화민국 광시 성 구이린(지금의 중화인민공화국 광시 성 구이린)에서 장징궈(蔣經國)와의 사이에서는 장샤오옌(章孝嚴)과 장샤오쯔(章孝慈)라는 두 아들(쌍둥이)을 낳았다. 그러나 장제스(蔣介石)의 압력으로 인하여 장징궈(蔣經國)의 간호비서(看護秘書) 직위에서 쫓겨나고 1년 후 1942년 8월 16일 중화민국 장쑤성 상하이(지금의 중화인민공화국 상하이)에서 배후가 분명하지 않은 고의적 교통 사고로 인하여 29세로 모살되었다.

### 자녀
탕잉강(唐英剛)과의 사이에서 탕위안보(唐遠波)와 탕위안후이(唐遠輝) 두 아들을 얻었고 장징궈(蔣經國)와의 사이에서 장샤오옌(蔣孝嚴)과 장샤오쯔(章孝慈, 혹은 蔣孝慈)라는 두 아들(쌍둥이)을 얻었음에 소생은 4남이다.

### 사후
그녀의 사후 장제스(蔣介石)의 前 측실(側室) 야오예청(姚冶誠)의 손에서 자란 장샤오옌(章孝嚴)과 장샤오쯔(章孝慈) 두 쌍둥이 형제는 1949년 중국 국민당이 중국 공산당으로부터 패퇴하자 야오예청(姚冶誠)과 할아버지 장제스(蔣介石)를 따라 중국 본토에서 타이완 타이베이로 이주했다. 1975년 4월 5일 장제스(蔣介石)가 병사하였고 13년 후 1988년 1월 13일 장징궈(蔣經國)가 병사하였으며 8년 후 1996년 2월 24일 아들 장샤오쯔(章孝慈)가 병사하였다. 그로부터 11년 후 2007년 3월 31일을 기하여 아들 장샤오옌(章孝嚴)이 장제스(蔣介石) 집안의 장(蔣)씨 성(姓)을 회복하게 된 동시에 1996년 사망한 아들 장샤오쯔(章孝慈) 또한 장제스(蔣介石) 집안의 장(蔣)씨 성(姓) 회복이 추시(追諡)되었다.